# 꽃은 피어난다, 수라와 같이
《꽃은 피어난다, 수라와 같이》(일본어: 花は咲く、修羅の如く 하나와 사쿠 슈라노 고토쿠[*])는 타케다 아야노가 원작을 맡고 뭇슈가 그린 일본의 만화다. 《울트라 점프》(슈에이샤)에서 2021년 7월호부터 연재 중이다.

## 줄거리
어느 섬 토나키 섬에 살고 있던 하루야마 하나는 어느 날 어린 아이 상대로 낭독회를 실시하고 있는 것을 그녀가 진학하는 고등학교의 방송부 부원 우스라이 미즈키에게 목격되어 방송부에 권유된다. 그리고 하나는 방송부에 들어가서 성장해간다.

## 등장인물
성우는 별도의 표기가 없으면 TV 애니메이션판의 성우다.

### 스모모가오카 고교
하루야마 하나(春山花奈)
성우 - 후지데라 미노리/유우키 아오이(보이스 코믹)
본작의 주인공. 고등학교 1학년. 섬에서 낭독회를 실시하고 있던 것을 미즈키에게 권유받아 방송부에 들어간다. 매일 토나키 섬에서 페리를 타고 고등학교에 다니고 있다. 섬에서 자주 야산을 뛰었기 때문에 얌전한 생김새에 반해 발이 상당히 빠르다. 소극적인 성격으로 평소에는 겁을 먹고 있지만, 텐션이 올라가면 바로 적극적이 되어 주위를 놀라게 하기도 한다. 들은 자를 이야기의 세계관으로 끌어들이는 천성적인 성질과 연기의 재능을 가지고 있어 방송부의 모든 사람들로부터도 그것을 높이 평가받고 있다.
우스라이 미즈키(薄頼瑞希)
성우 - 시마부쿠로 미유리/히카사 요코(보이스 코믹)
고등학교 2학년. 방송부 부장. 하나의 목소리에 감명을 받아 방송부로 초대한다. 금발. 이 길에 들어선 것은 고교생이 되고 나서지만, 천성적인 목소리의 재능에 의해 낭독 부문에서 순식간에 실력을 늘려, 전국의 강호 선수들에게 주목받고 있는 존재. 아직 미성년임에도 불구하고, 생활비로 인해 본가가 아닌 맨션에서 혼자 살고 있다.
토가 슈다이(冬賀萩大)
성우 - 치바 쇼야
고등학교 1학년. 제2중 출신. 말투는 엄격하지만 정확한 의견을 말한다. 배경음악이나 효과음을 만드는 데 능숙해 영상 제작에 남다른 집착을 갖고 있다. 틈만 나면 쓸 수 있는 음원을 찾아 마이크로 주위의 소리를 모으고 있다.
아키야마 마츠유키(秋山松雪)
성우 - 야마시타 세이이치로
고등학교 1학년. 제2중 출신. 성적우수, 항상 냉정하고 부내의 균형자적인 존재. 매우 좋은 성질을 하고 있어 입학식에서 목소리를 들은 부장 미즈키가 스카우트 해 왔다. 부에서는 방송 부문을 선택한다.
나츠에 안(夏江杏)
성우 - 이즈미 후카
고등학교 1학년. 제3중 출신. 중학교 3학년 때는 부부장을 맡아 방송 부문에서 전국대회 출전을 했다. 당치 않은 승부욕으로, 하는 이상 항상 1위를 목표로 해, 라이벌 학교 출신의 슈다이와도 잘 싸우고 있다.
토토노이 료코(整井良子)
성우 - 야스노 키요노
고등학교 2학년. 방송부 부부장. 하나가 말하기를 "부드럽고 탄력있는 마시멜로같은 목소리"의 소유자. 상냥하고 겸손한 성격을 하고 있으며, 질주하기 쉬운 미즈키와 미숙한 하급생들을 정확하게 팔로우한다.
하코야마 세타로(箱山瀬太郎)
성우 - 반 타이토
고등학교 2학년. 허스키보이스의 소유자인 안경남자. 낯을 가려서 라디오 방송을 하고 싶어하지 않는다. 영상 방면에 강하다.
키치죠지 히로미(吉祥寺博美)
성우 - 유사 코지
교사. 방송부 고문과 연극부 부고문을 겸임하고 있다. 언뜻 보기에는 의욕이 없어 보이지만 고교 시절에 N콘 우승 경험이 있고, 전의 부임 고등학교에서는 방송부를 전국 대회 결승으로 이끌고 있는 우수한 지도자.

### 라이락 여학원 고교
보탄보코 포코코(牡丹鉾ぽここ)
성우 - 카쿠마 아이
3학년. 낭독 부문에서는 교토 최강으로, 계속 전국 대회에 출전하고 있다. 작년에도 전국 결승에 진출했다. 독특한 감성을 지니다. 낭독을 흉내내는 것도·받는 것도 싫어하고, 학교의 연습 방침으로 다른 부원이 부내에서 제일 잘하는 사람의 읽기를 흉내 내는 훈련(요컨대 자신을 흉내냄)도 좋아하지 않는다. 자신이 예상한 상대에게는 껴안거나 하는 등 커뮤니케이션이 격해진다. 올해 N콘 교토 대회의 낭독 부문에서는 우스라이 미즈키에 한 발 못미쳐 2위가 되었다.
샹린(香玲)
성우 - 코가 아오이
1학년. 낭독 부문. 중등과 중간까지 중국에서 살다 보니 억양에 독특한 버릇이 있다.
히이라기다니 미츠카(柊谷満歌)
성우 - 세키네 아키라
2학년. 방송 부문에서 전국 대회에 출전하고 있는 부의 에이스.

### 오토하 고교
쿠모리 미사키(曇美咲)
성우 - 이치노세 카나
1학년. 낭독 부문. 안과는 구면인 사이로, 같은 중학교의 방송부에 소속되어 있었다. 안에 대해 강한 친애를 품고 있다.
미노하라 이치지쿠(箕原無花果)
성우 - 아오야마 요시노
3학년. 영상제작으로 오토와 고교를 창작 텔레비전 드라마 부문 1위로 한적이 있으며, 방송 부문에서도 상위에 들어가 전국에 진출하고 있다.

### 테이류 학원 고등학교
사이온지 슈라(西園寺修羅)
성우 - 히카사 요코
3학년. 한때 천재로 불렸던 아역배우로 현재도 인기배우. 작년의 N콘 낭독 부문의 전국 대회 우승자이지만, 그 때의 낭독 DVD등을 발매해 동아리 활동을 상업 활동에 이용했기 때문에 일시적으로 큰 논란이 솟는다.

## 서지 정보
- 타케다 아야노(원작)·뭇슈(작화) 《꽃은 피어난다, 수라와 같이》 슈에이샤〈영 점프 코믹스〉, 기간 8권 (2025년 1월 17일 현재)
  1. 2022년 1월 19일 발매[1], ISBN 978-4-08-892171-6
  2. 2022년 5월 18일 발매[2], ISBN 978-4-08-892322-2
  3. 2022년 9월 16일 발매[3], ISBN 978-4-08-892445-8
  4. 2023년 2월 17일 발매[4], ISBN 978-4-08-892608-7
  5. 2023년 7월 19일 발매[5], ISBN 978-4-08-892764-0
  6. 2023년 12월 19일 발매[6], ISBN 978-4-08-893061-9
  7. 2024년 6월 19일 발매[7], ISBN 978-4-08-893290-3
  8. 2025년 1월 17일 발매[8], ISBN 978-4-08-893535-5

## TV 애니메이션
2025년 1월부터 3월까지 닛폰 TV 등에서 방송되었다.

### 스태프
- 원작 - 타케다 아야노, 뭇슈
- 감독 - 우와노 아유무
- 시리즈 구성 - 후데야스 카즈유키
- 캐릭터 디자인 - 아이네 코우
- 총작화 감독 - 아이네 코우, 시마다 사토시
- 프롭 디자인 - 한다 세이지
- 미술 감독 - 야마구치 시노부, 시라이 카나코
- 미술 원안 - 스기모토 아유미
- 색채 설계 - 나카노 나오미
- 촬영 감독 - 타나다 코헤이
- 편집 - 사이토 아카리
- 음향 감독 - 하마노 타카토시
- 음악 - 요코야마 마사루
- 음악 제작 - 킹레코드
- 프로듀서 - 후지이 타카히로, 히라하라 유이토, 기동휘
- 애니메이션 프로듀서 - 오오토모 토시야
- 애니메이션 제작 - 스튜디오 바인드
- 제작 - 스모모가오카 고교 방송부

### 주제가
자기 혁명(自分革命)
SHISHAMO에 의한 오프닝 테마. 작사·작곡은 미야자키 아사코, 편곡은 SHISHAMO.
낭랑(朗朗)
사토.에 의한 엔딩 테마. 작사·작곡은 사토., 편곡은 세키구치 신고.

### 에피소드 목록
| 화수   | 제목                             | 각본              | 그림 콘티                       | 연출                            | 작화 감독 | 총작화 감독                 | 방송일         |
| ------ | -------------------------------- | ----------------- | ------------------------------- | ------------------------------- | --- | --------------------------- | -------------- |
| 제1화  | 花奈と瑞希 하나와 미즈키         | 후데야스 카즈유키 | 우와노 아유무                   | 우와노 아유무                   | 아이네 코우 | -                           | 2025년 1월 8일 |
| 제2화  | 好きと才能 좋아함과 재능         | 후데야스 카즈유키 | 우와노 아유무                   | 나카가미 유키                   | 히나타 유이치 토사오카 카나 사토 슈타 후지모리 아오 츠키우미 미츠루 시바타 코토네                                                                                  | 모리모토 요우 나카와다 유토 | 1월 15일       |
| 제3화  | 夢とお泊まり 꿈과 하룻밤 묵기    | 후데야스 카즈유키 | 란자키 아카리                   | 란자키 아카리                   | 타키모토 켄지 후리하타 히데요시 야마무라 토시유키 | 시마다 사토시               | 1월 22일       |
| 제4화  | 初めてと友達 첫 경험과 친구      | 타니우치 나오토   | 타카츠도 토모아키               | 타카츠도 토모아키               | 이즈미자카 츠카사 하기오 케이타 카와사키 레이나 스기조노 마키 코토 에리코 鄭敏熙 陳婷婷 HONG NHUNG                                                                 | 시마다 사토시               | 1월 29일       |
| 제5화  | アオハルと雨傘 푸른 봄과 우산    | 후데야스 카즈유키 | 시부야 료스케                   | 나가시마 히로키                 | 이즈미자카 츠카사 코토 에리코 스즈키 유코 후리하타 히데요시 마츠시타 준코 야마무라 토시유키 李嘉 林卓宇 蘇子緯 暗編先 郭書夢 張笑 麻薯 神龍                        | 아이네 코우                 | 2월 5일        |
| 제6화  | 原稿とパンケーキ 원고와 팬케이크 | 타니우치 나오토   | 도몬 켄이치 우와노 아유무       | 도몬 켄이치                     | 이즈미자카 츠카사 코토 에리코 스기조노 마키 후지베 이쿠마 타키모토 켄지 王世林 陳婷婷 赵二虎                                                                       | 시마다 사토시               | 2월 12일       |
| 제7화  | 姉と弟 누나와 남동생             | 타니우치 나오토   | 모치즈키 토모미                 | 유키히로 코마오                 | 코노 토시야 사코에 사라 카타데 켄타 오오노 츠토무 사사키 미호 李育蓁 李煜惠 孙振亮 味增拉面 牟鑫 胡雲濤 楊鎮宇 武釗 郭余楽 Usagi Hone 鞠启                         | 아이네 코우                 | 2월 19일       |
| 제8화  | 満足と未完成 만족과 미완성       | 타니우치 나오토   | 츠지 사야카 나가시마 히로키     | 츠지 사야카                     | 陳凱馳 中等暴龍 阿肆 則恩 顾宏瑜 王火龙 赵二虎 棒冰 | 타키모토 켄지               | 2월 26일       |
| 제9화  | お揃いとすれ違い 커플템과 엇갈림 | 타니우치 나오토   | 시부야 료스케                   | 키타무라 미츠키                 | 아키즈키 아야 코토 에리코 쿠로이와 유미 오오하라 히로시 카와사키 레이나 李嘉 王世林 정민희 无锡市樱花卡通有限公司                                                  | 시마다 사토시               | 3월 5일        |
| 제10화 | 橘と覚悟 귤꽃과 각오             | 타니우치 나오토   | 모치즈키 토모미 우와노 아유무   | 카와기시 카즈키                 | 이즈미자카 츠카사 오기 타에코 후지베 이쿠마 하기오 케이타 후리하타 히데요시 야마무라 토시유키                                                                      | 아이네 코우                 | 3월 12일       |
| 제11화 | 仲間と家族 동료와 가족           | 후데야스 카즈유키 | 나가이 신페이                   | 타테노 유키 나가시마 히로키     | 스기조노 마키 타테노 유키 코토 에리코 陳凱馳 中等暴龍 阿肆 則恩 李子奕 王火龙 王力 ango cans 李玲 王志華 神龍 无锡市樱花卡通有限公司                               | 시마다 사토시 타키모토 켄지 | 3월 19일       |
| 제12화 | 花奈と修羅 하나와 수라           | 후데야스 카즈유키 | 타카츠도 토모아키 우와노 아유무 | 타카츠도 토모아키 우와노 아유무 | 야마무라 토시유키 코토 에리코 타키야마 마사아키 오기 타에코 쿠로이와 유미 카와사키 레이나 후지베 이쿠마 오오하라 히로시 李嘉 하기오 케이타 天山 謝佳佳 黄志華 李玲 | 아이네 코우                 | 3월 26일       |

| 닛폰 TV AnichU              | 닛폰 TV AnichU             | 닛폰 TV AnichU  |
| 이전 작품                   | 작품명                     | 다음 작품       |
| --------------------------- | -------------------------- | --------------- |
| 은하영웅전설 Die Neue These | 꽃은 피어난다, 수라와 같이 | 아포칼립스 호텔 |